# Championnats du monde d'aviron 2004
Navigation
Milan 2003 Kaizu 2005
Les championnats du monde d'aviron 2004, 33es du nom, se sont tenus du 27 juillet au 1er août 2004 à Banyoles, en Espagne.
Depuis cette année 2004, année olympique, les Championnats du monde n'incluent plus les épreuves présentes aux Jeux olympiques.

## Podiums

### Hommes
| Épreuves                           | Or | Or            | Argent | Argent        | Bronze | Bronze        |
| ---------------------------------- | --- | ------------- | --- | ------------- | --- | ------------- |
| Skiff poids légers LM1x            | Allemagne Peter Ording | 7 min 03 s 04 | Suisse Stephan Steiner | 7 min 18 s 53 | Ukraine Oleksandr Serdiuk                                                                                               | 7 min 05 s 93 |
| Deux de pointe avec barreur M2+    | Italie | 6 min 54 s 46 | Pologne | 6 min 55 s 63 | Danemark | 6 min 56 s 12 |
| Deux de pointe poids légers LM2-   | Danemark Bo Helleberg Mads Andersen | 6 min 40 s 29 | Italie Nicola Moriconi Salvatore Di Somma | 6 min 40 s 59 | Canada Douglas Vandor Mike Lewis                                                                                        | 6 min 44 s 03 |
| Quatre de pointe avec barreur M4+  | Italie Lorenzo Carboncini Stefano Introzzi Edoardo Verzotti Valerio Massimo Alessandro Speranza                                                  | 6 min 11 s 53 | Canada Rob Weitemeyer Malcolm Howard Peter Dembicki Andrew Ireland Steven Cheng                                                                                    | 6 min 11 s 55 | États-Unis Andrew Brennan Paul Daniels Douglas Steven Copolla Joshua Inman Marcus McElhenney                            | 6 min 11 s 97 |
| Quatre de couple poids légers LM4x | Italie | 5 min 58 s 38 | Canada | 5 min 58 s 57 | Allemagne | 6 min 01 s 43 |
| Huit poids légers LM8+             | France Franck Solforosi Damien Margat Alexis Saitta Jérémy Pouge Franck Bussiere Vincent Faucheux Nicolas Planque Fabien Tilliet Nicolas Majerus | 5 min 42 s 49 | Italie Santino Faggioli Luigi Scala Bruno Pasqualini Giuseppe Del Gaudio Fabrizio Gabriele Stefano De Piccoli Livio La Padula Emanuele Federici Gianluca Barattolo | 5 min 43 s 88 | Australie George Roberts Sam Waley Ross Brown Kaspar Hebblewhite Tom Gibson Tom Nicholls Tim Smith Sam Beltz Marc Douez | 5 min 46 s 64 |

### Femmes
| Épreuves                           | Or                                                                | Or            | Argent                                                                               | Argent        | Bronze                                                                              | Bronze        |
| ---------------------------------- | ----------------------------------------------------------------- | ------------- | ------------------------------------------------------------------------------------ | ------------- | ----------------------------------------------------------------------------------- | ------------- |
| Skiff poids légers LW1x            | Allemagne Nina Gaessler                                           | 7 min 38 s 51 | Royaume-Uni Jo Hammond                                                               | 7 min 40 s 22 | Finlande Minna Nieminen                                                             | 7 min 40 s 27 |
| Quatre de pointe W4-               | France Marjolaine Rossit Celia Foulon Audrey Galy Marie Le Nepvou | 6 min 36 s 28 | Russie Valerya Starodubrovskaya Yulia Inozemtseva Natalya Melnikova Vera Potchitaeva | 6 min 38 s 00 | Biélorussie Irina Bazileuskaya Natallia Lialina Tamara Samakhvalava Hanna Nakhayeva | 6 min 38 s 07 |
| Quatre de couple poids légers LW4x | Chine Yanni Wang Yanping Deng Meiyun Tan Weijuan Zhou             | 6 min 36 s 78 | Canada Gen Meredith Sheril Preston Shona Mclaren Elisabeth Urbach                    | 6 min 40 s 86 | États-Unis Maria Picone Mary Obidinski Julia Nichols Renee Hykel                    | 6 min 42 s 56 |

## Tableau des médailles par pays
| Rang  | Nation      | Or | Argent | Bronze | Total |
| ----- | ----------- | -- | ------ | ------ | ----- |
| 1     | Italie      | 3  | 2      | 0      | 5     |
| 2     | Allemagne   | 2  | 0      | 1      | 3     |
| 3     | France      | 2  | 0      | 0      | 2     |
| 4     | Danemark    | 1  | 0      | 1      | 2     |
| 5     | Chine       | 1  | 0      | 0      | 1     |
| 6     | Canada      | 0  | 3      | 1      | 4     |
| 7     | Royaume-Uni | 0  | 1      | 0      | 1     |
| 7     | Russie      | 0  | 1      | 0      | 1     |
| 7     | Suisse      | 0  | 1      | 0      | 1     |
| 7     | Pologne     | 0  | 1      | 0      | 1     |
| 11    | États-Unis  | 0  | 0      | 2      | 2     |
| 12    | Finlande    | 0  | 0      | 1      | 1     |
| 12    | Biélorussie | 0  | 0      | 1      | 1     |
| 12    | Ukraine     | 0  | 0      | 1      | 1     |
| 12    | Australie   | 0  | 0      | 1      | 1     |
| Total | Total       | 9  | 9      | 9      | 27    |